# Apatosaurus louisae
Apatosaurus louisae (gr. "reptil engañoso de Louise Carnegie") es una de las dos especies del género fósil Apatosaurus de dinosaurio saurópodo diplodócido, que vivió a finales del período Jurásico, hace aproximadamente entre 155,7 y 150,8 millones de años, en el Kimmeridgiense, en lo que hoy es Norteamérica. Fue descubierta y nombrada por William H. Holland en 1915.

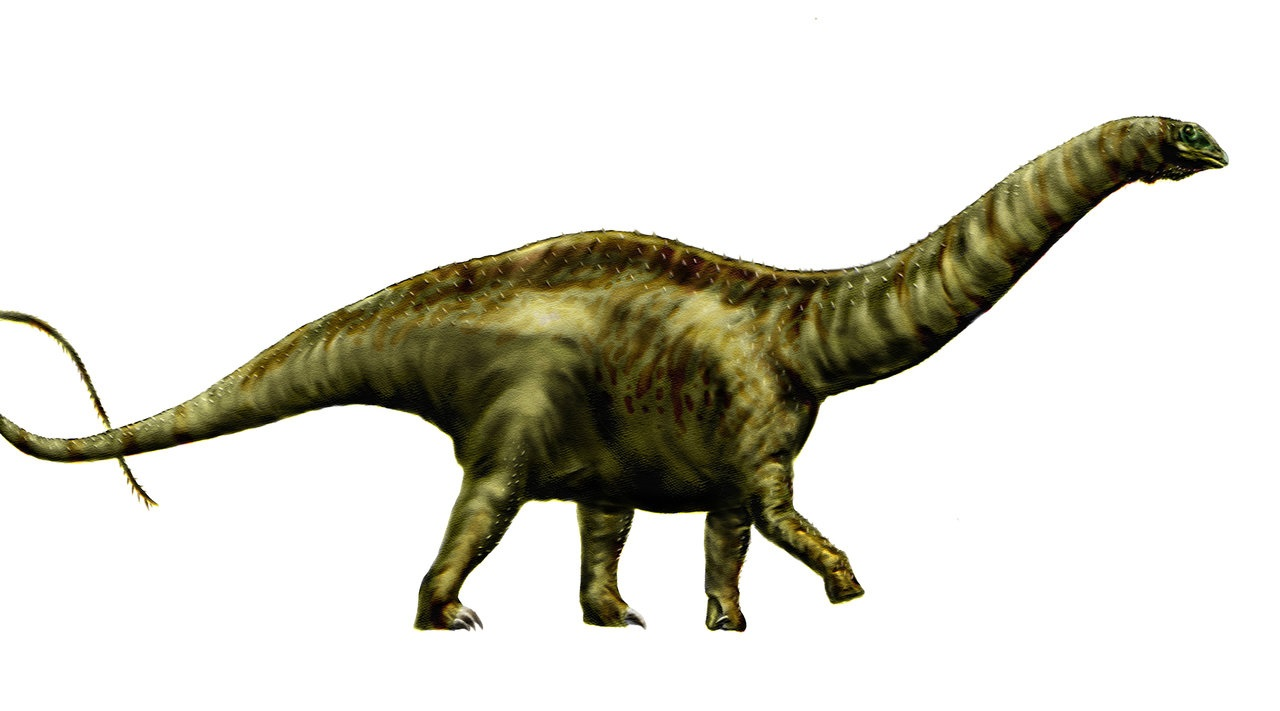
Interpretación artística de A. louisae